# Mijas
Mijas is een gemeente gelegen aan de Costa del Sol, in de Spaanse provincie Málaga in de regio Andalusië met een oppervlakte van 149 km². In 2010 telde Mijas 76.362 inwoners.  Het dorp staat bekend om het aantal ezels

## Algemeen
De gemeente grenst aan de Middellandse Zee en aan de gemeenten Fuengirola, Benalmádena, Alhaurín de la Torre, Alhaurín el Grande, Marbella, Ojén en Coín. Ze telt vijf stadskernen: Mijas Pueblo in de bergen (Sierra de Mijas), Las Lagunas in Mijas Costa, de kustplaatsen La Cala, Riviera en Calahonda aan de ca. 12 km kustlijn van de gemeente.
Mijas Pueblo is een zogenaamde pueblo blanco (witte stad) en daardoor een toeristische trekpleister. Ook de ezeltaxi's dragen daaraan bij. Het ligt ongeveer 5 km landinwaarts op ruim 400 m boven zeeniveau.

## Klimaat
Het klimaat van Mijas is mild vanwege de ligging aan zee, met een gemiddelde temperatuur van 18°C, zonder overmatige warmte in de zomer of kou in de winter.
De neerslag is minder dan 600 mm per jaar en treedt voornamelijk op tussen de maanden november en januari.
Het klimaat verandert naarmate men verder richting berggebied gaat. De gemiddelde temperatuur kan dalen tot 10°. Boven 600 m kan in de winter enige vorst optreden. Ook neemt de neerslag toe tot tegen de 800 mm.

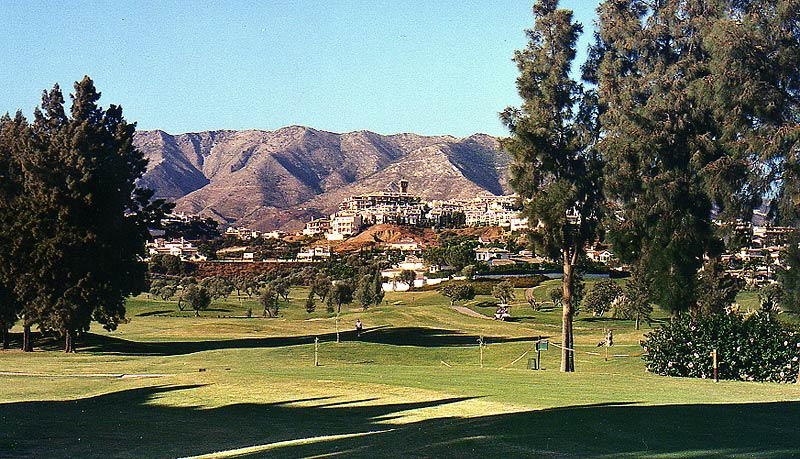
Mijas Golf

## Demografische ontwikkeling
Bron: INE; 1857-2011: volkstellingen